# Козики-Ялбжикув-Сток
Козики-Ялбжикув-Сток (пол. Koziki-Jałbrzyków Stok) — село в Польщі, у гміні Замбрув Замбровського повіту Підляського воєводства.
Населення — 94 особи (2011).
У 1975-1998 роках село належало до Ломжинського воєводства.

## Демографія
Демографічна структура станом на 31 березня 2011 року:
|          | Загалом | Допрацездатний вік | Працездатний вік | Постпрацездатний вік |
| -------- | ------- | ------------------ | ---------------- | -------------------- |
| Чоловіки | 51      | 14                 | 28               | 9                    |
| Жінки    | 43      | 12                 | 21               | 10                   |
| Разом    | 94      | 26                 | 49               | 19                   |